# Aruba nos Jogos Olímpicos de Verão de 1992
Aruba competiu nos Jogos Olímpicos de Verão de 1992 em Barcelona, Espanha. Teve como porta-bandeira o ciclista Lucien Dirksz.

## Resultados por Evento

### Atletismo
Maratona masculina
- Kimball Reynierse — 2:25.31 (→ 53º lugar)

Maratona feminina
- Cornelia Melis — não terminou (→ sem classificação)

### Vela
Classe Lechner Masculino
- Roger Jurriens
  - Classificação Final — 355.0 pontos(→ 37º lugar)